# Gerda Fleetwood
Gerda Erika Margareta Carolina Fleetwood, född Frisch 5 april 1873 i Stockholm, död där 18 april 1927, var en svensk friherrinna, sångerska, sångpedagog och kompositör.
Gerda Frisch var dotter till telegrafkommissarien Emil Fredrik Moritz Frisch. Hon studerade först sång för att utbilda sig till konsertsångerska, men drogs till teatern och var 1897–1898 anställd vid Hjalmar Selanders lyriska avdelning där hon hade framgångar som Laura i Tiggarstudenten. Hon var därefter engagerad vid Vasateatern 1898–1900, vid Emil Lindens operasällskap 1900–1901, vid Albert Ranfts resande operettsällskap 1901–1903 och 1908-1909 samt hos Axel Lindblad 1903–1904, 1905–1906 och 1909–1910. Bland hennes framgångar inom operettens område märks Fiorella i Frihetsbröderna. O Mimosa San i Geishan, Grevinnan Carlotta i Gasparone, Maritana i Don Cesar, Fiametta i Boccaccio. Gerda Fleetwood hade även framgångar med operapartier som Nedda i Pajazzo, Cherubin i Figaros bröllop, Micaela i Carmen och Bertha i Nürnbergerdockan. Sjukdom tvingade senare Gerda Fleetwood att överge scenen.
Fleetwood verkade vid Stora teatern i Göteborg 1907–1909. Hennes far var telegrafkommissarie och hon var 1902–1908 gift med kontorschefen  friherre  Fredrik Fleetwood.
Hon skrev också flera verk för röst och piano samt för kör.